# Castella la Vella

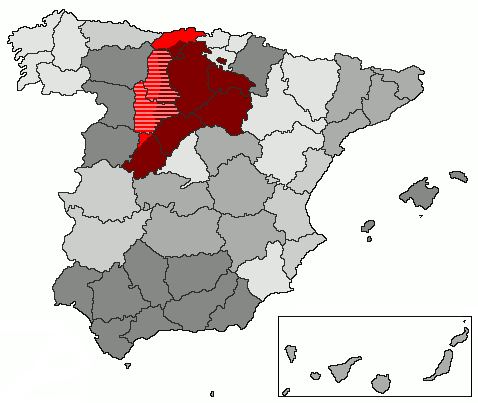
Mapa de Castella la Vella
Regions pertanyents a inicis del segle XVIII
Incorporació de 1833
Separació de 1855

Castella la Vella és una regió històrica espanyola que comprenia el territori que després va correspondre a les províncies de Santander (des de 1982 Cantàbria), Burgos, Logronyo (des de 1980 La Rioja), Sòria, Segòvia i Àvila, a la qual alguns tratadistes afegixen Valladolid i Palència.
Els seus orígens estan en la Castella històrica que es va formar en el segle ix en la zona compresa entre les actuals Cantàbria, Àlaba i Burgos. En el segle xviii, Carles III assignava a l'anomenat regne de Castella la Vella les províncies de Burgos, Sòria, Segòvia, Àvila, Valladolid i Palència. El reial decret del 30 de novembre de 1833, reforma de Javier de Burgos, va posar les bases de la divisió en províncies que amb algunes modificacions ha arribat fins als nostres dies; Logronyo i Santander que se sumen a Castella la Vella.
Un altre reial decret de 30 de novembre de 1855, que dividia Espanya en 49 províncies, assignava les províncies de Valladolid i Palencia a les províncies que conformaven l'antic Regne de Lleó, quedant a Castella la Vella únicament les de Santander, Burgos, Logronyo, Sòria, Segòvia i Àvila. Aquesta divisió, que va sofrir altres intents de reforma durant el XIX, és la qual ha perdurat en els llibres i enciclopèdies des de mitjans del segle xix fins a superada la segona meitat del segle xx. Per exemple les primeres edicions de l'Espasa, les primeres de l'Enciclopèdia Britànica i la popular enciclopèdia escolar Álvarez establien aquesta divisió de províncies entre Castella la Vella i Lleó.
Amb l'Estatut d'Autonomia de Castella i Lleó de 1983, Castella la Vella va perdre bona part de la seva identitat, en, per una banda, integrar-se políticament juntament amb la regió de Lleó en un ens superior, i d'una altra, en perdre en favor d'autonomies provincials dues dels seus components: Santander i Logronyo, que van passar a constituir les comunitats autònomes de Cantàbria i La Rioja, respectivament.